# Kang Sung-hyung
Kang Sung-hyung (koreanska: 강성형, Hanja: 姜聲炯), född 7 maj 1970 i Mokpo, är en sydkoreansk volleybolltränare och före detta professionell herrvolleybollspelare. Han deltog som spelare för Sydkoreas herrlandslag i volleyboll vid Olympiska sommarspelen 1992 i Barcelona. Kang Sung-hyung är från säsongen 2021-22 huvudtränare för Suwon Hyundai Engineering & Construction Hillstate i sydkoreanska V-League.